# Abyssorchomene musculosus
Abyssorchomene musculosus is een vlokreeftensoort uit de familie van de Uristidae. De wetenschappelijke naam van de soort is voor het eerst geldig gepubliceerd in 1888 door Stebbing.